# Godmorgen
Godmorgen (russisk: Доброе утро, translit.: Dobroje utro) er en sovjetisk spillefilm fra 1955 produceret af Mosfilm og instrueret af af Andrej Frolov.

## Handling
Den stille og generte pige, Ekaterina Golovan, får til opgave at anlægge en motorvej i Kuban. Unge arbejdere tager varmt imod den unge praktikant og hjælper hende i alt. Med tiden bliver Ekaterina forelsket i en af dem, Vasilij Plotnikov, den førende gravemaskinearbejder. Han er en meget munter fyr, virksomhedens sjæl og alle pigernes favorit, men han er selvoptaget og bemærker slet ikke den stille Ekatarina. Ekaterina flytter til et andet arbejdsområde, hvor hun bliver personlig chauffør for sektionslederen Usjatov, men hun flytter igen til et nyt arbejdsområde, hvor hendes stærke karakter medfører, at hun bliver byggeriets leder.
En dag kommer en delegation fra naboområdet, inklusive Vasilij Plotnikov, for at studere Ekaterinas dygtige arbejde. Filmen slutter med, at Vasilij og Ekaterina går sammen om at bygge endnu en motorvej.

## Medvirkende
- Tatjana Konjukhova som Katja Golovan
- Izolda Izvitskaja som Masja Komarova
- Jurij Sarantsev som Vasja Plotnikov
- Vladimir Andrejev som Lastotjkin
- Lev Durov som Jasja